# Jan Gozdek
Jan Gozdek ps. "Grek" (ur. 28 kwietnia 1928 w Dąbrowie) – partyzant "Gwardii Ludowej", polski „Sprawiedliwy wśród Narodów Świata”.

## Życiorys
Był synem Filipa i Józefy. 
W trakcie II wojny światowej pomagał Żydom. W tamtym czasie był partyzantem służącym w ramach Gwardii Ludowej. W kwietniu 1943 r. spotkał Izaaka Supela i Abrama Miodka, którzy uciekali przed transportem więźniów żydowskich w okolicach Skarżyska-Kamiennej (uciekali z Hasagu [Hugo Schneider Aktiengesellschaft Metallwarenfabrik]). Gozdek, dla którego ratowanie prześladowanych Żydów był świętym obowiązkiem, wynajął wóz i o zmierzchu zawiózł obu uciekinierów do opuszczonej stodoły we wsi Jóźwików w powiecie koneckim, gdzie sam ukrywał się przed gestapo. Wkrótce, 19 kwietnia 1944 r., Gozdek został aresztowany i torturowany w więzieniu w Pińczowie. Po ucieczce z więzienia powrócił do swojej kryjówki w Józwikowie, gdzie opiekował się dwoma podopiecznymi aż do bitwy pod Radoszycami, kiedy to w starciach z Niemcami został ranny i wieść o nim zaginęła. Za pieniądze, które zostawił im Gozdek zanim został ranny, Miodek i Supel zdołali znaleźć bezpieczne schronienie i ostatecznie obaj wyjechali do Stanów Zjednoczonych. 

W 1976 r. Abram S. Miodek napisał:  
„Jestem wdzięczny za uratowanie mi życia w okresie okupacji Polski od 2 kwietnia 1943 r. do 21 kwietnia 1944 r. Pan Jan Grek-Gozdek w tym okresie ukrywał mnie przed ohydna śmiercią narażając własne życie na niebezpieczeństwo, karmił mnie i mojego przyjaciela niedoli Wiesława Supla i odziewał nas przed zimnem. Robił to całkiem bezinteresownie. Pomógł mnie i mojemu przyjacielowi Panu Supel finansowo dzięki temu żyjemy i mieszkamy bezpiecznie w USA”. 

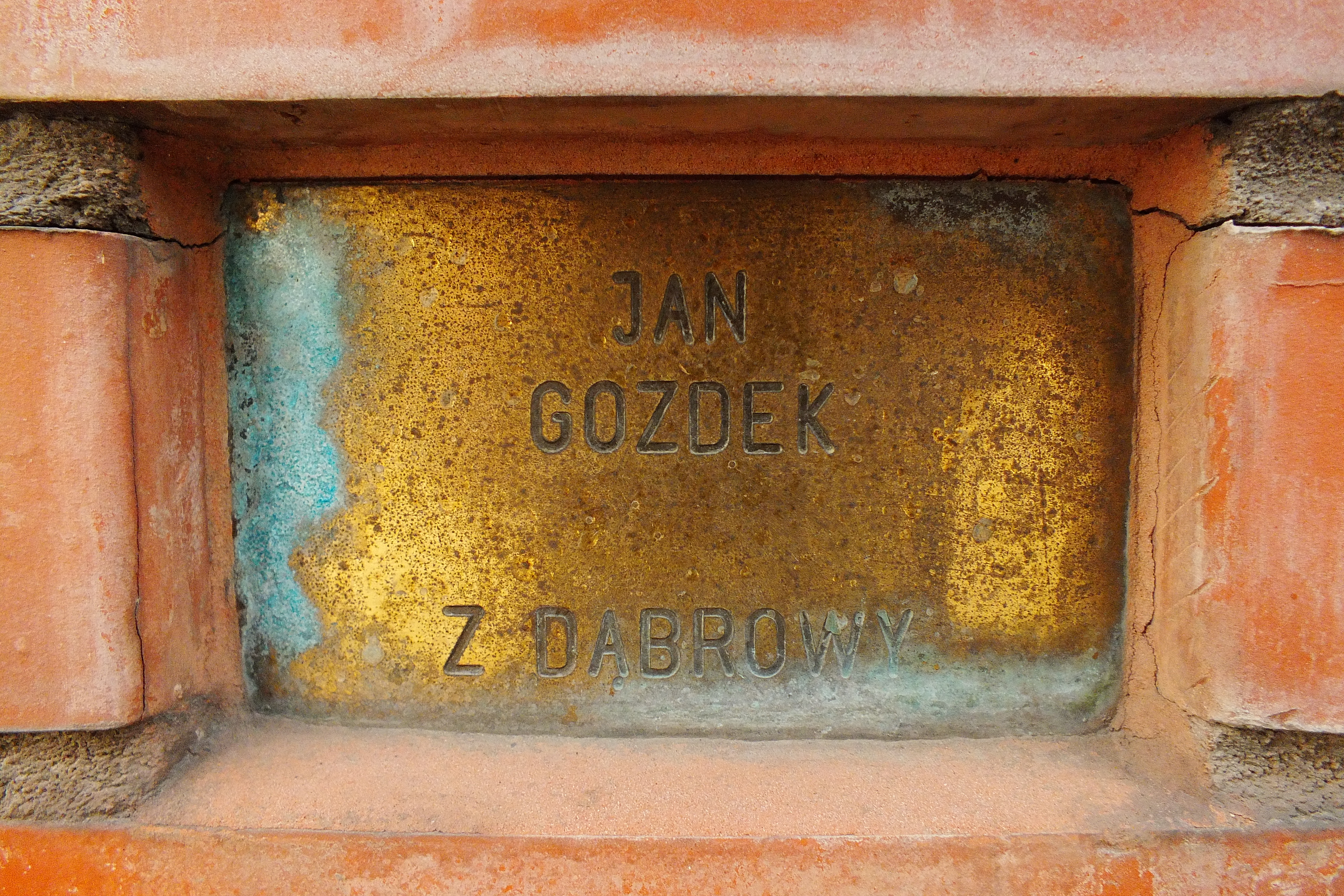
Upamiętnienie Jana Gozdka.

Jest upamiętniony poprzez wmurowany kamień znajdujący się w synagodze w Kielcach.
24 marca 1988 r. Instytut Jad Waszem uhonorował Jana Gozdka medalem „Sprawiedliwy wśród Narodów Świata”.